# Tepsanlampi
Tepsanlampi är en sjö i Finland. Den ligger i kommunen Pelkosenniemi i landskapet Lappland, i den norra delen av landet, 800 km norr om huvudstaden Helsingfors. Tepsanlampi ligger 214,8 meter över havet. Arean är 15,8 hektar och strandlinjen är 1,59 kilometer lång. Sjön  ingår i Kemi älvs huvudavrinningsområde. 